# Jeziorko Bielawskie Górne

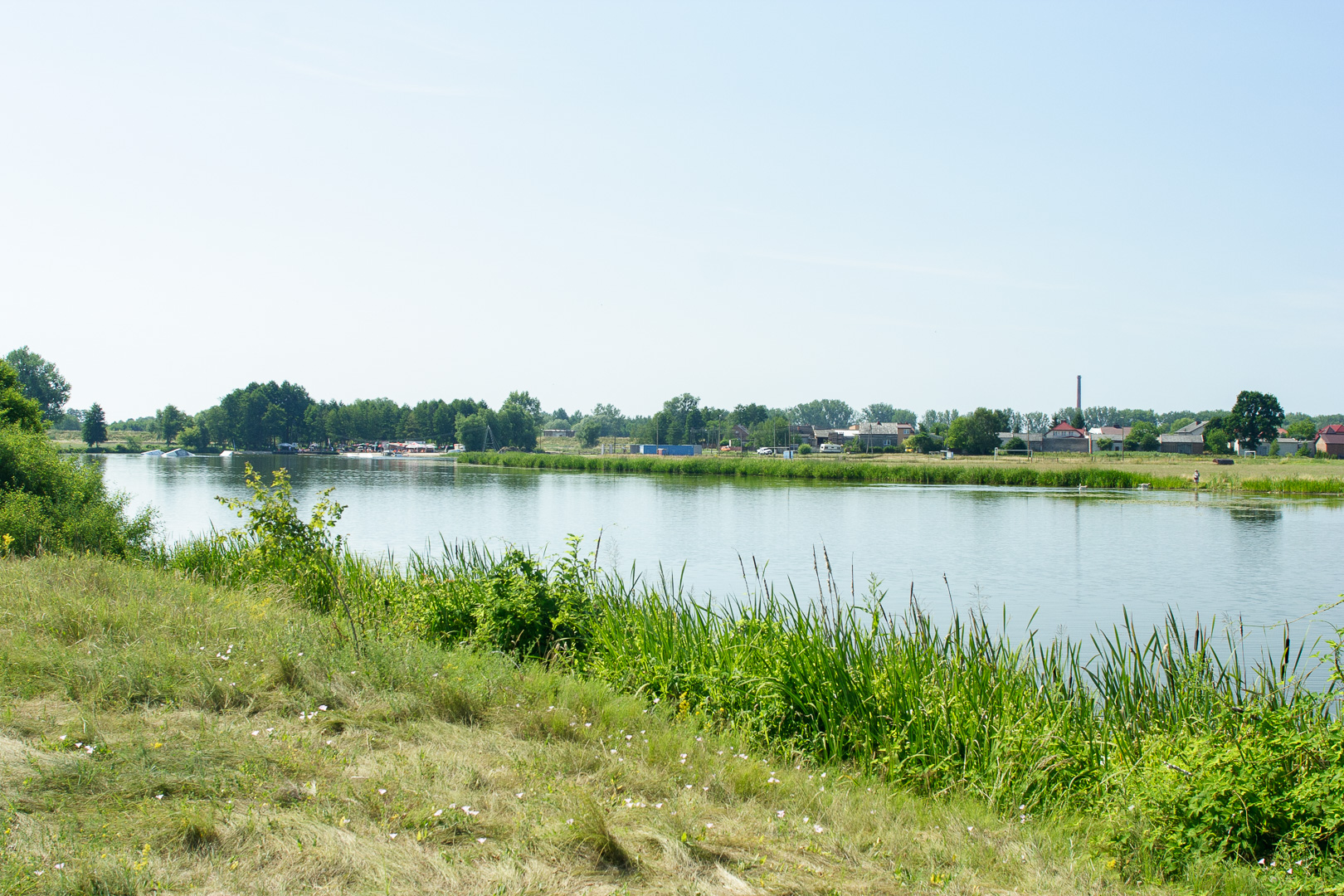
Jeziorko Bielawskie Górne.

Jeziorko Bielawskie Górne – starorzecze Wisły (łacha wiślana) znajdujące się około 300 metrów na wschód od wsi Bielawa w powiecie piaseczyńskim, w województwie mazowieckim, tuż na południe od granicy Warszawy.
Jezioro jest wydłużone, jego brzeg wschodni wysoki (1-2 m), zadrzewiony, zachodni płaski, na którym znajduje się osuszona część jeziora o szerokości około 300 m.
Na mapach z początku XX wieku jest zaznaczany jeden zbiornik obejmujący obydwa obecne jeziorka Bielawskie – Górne i Dolne, na mapie z 1838 roku są jednak dwa jeziorka połączone z sobą ciekiem wodnym lub silnym przewężeniem. Na wszystkich tych mapach wspomniana wyżej zachodnia część Jeziora Bielawskiego Górnego nie jest pokryta wodą.
Jeziorko położone jest na tarasie zalewowym Wisły na jej lewym brzegu pod skarpą tarasu nadzalewowego IIa (Wilanowskiego).
Zbiornik stanowi początek około 12 km ciągu wodnego 6-u przepływowych starorzeczy (łach) Wisły kończącego się Jeziorkiem Wilanowskim, część. , połączonych rowami melioracyjnymi, głównie poprzez Rów Powsinkowy. Są one pozostałością dawnego koryta Wisły. Z Jeziorka Wilanowskiego woda dalej uchodzi Kanałem Królewskim do Wilanówki.
W wyżej opisanym ciągu wodnym występują płoć, karaś oraz lin, leszcz, karaś srebrzysty.
Jeziorko Bielawskie Górne położone jest na terenie Warszawskiego Obszaru Chronionego Krajobrazu (Dz. Urz. Woj. Maz. Nr 42/14.02.2007 r., poz. 870).
W południowej części jeziorka znajduje się wyciąg do Wakeboardu.